# Sarıçalı, Kemalpaşa
Sarıçalı là một xã thuộc huyện Kemalpaşa, tỉnh İzmir, Thổ Nhĩ Kỳ. Dân số thời điểm năm 2010 là 501 người.